# متیل سیکلو پنتا دی انیل منگنز تری کربونیل
متیل سیکلو پنتا دی انیل منگنز تری کربونیل (به انگلیسی: Methylcyclopentadienyl manganese tricarbonyl) با فرمول شیمیایی C9H7MnO3 یک ترکیب شیمیایی است. که جرم مولی آن ۲۱۸٫۰۹ گرم بر مول می‌باشد. شکل ظاهری این ترکیب، مایع زرد کمرنگherbaceous odor است.